# Gemträsket
Gemträsket är en sjö i Bodens kommun i Norrbotten och ingår i Altersundets huvudavrinningsområde. Sjön har en area på 0,557 kvadratkilometer och ligger 18 meter över havet. Sjön avvattnas av vattendraget Kvarnån.

## Delavrinningsområde
Gemträsket ingår i det delavrinningsområde (732302-178317) som SMHI kallar för Utloppet av Gemträsket. Medelhöjden är 49 meter över havet och ytan är 4,38 kvadratkilometer. Räknas de 3 avrinningsområdena uppströms in blir den ackumulerade arean 31,3 kvadratkilometer. Kvarnån som avvattnar avrinningsområdet har biflödesordning 2, vilket innebär att vattnet flödar genom totalt 2 vattendrag innan det når havet efter 27 kilometer. Avrinningsområdet består mestadels av skog (79 procent). Avrinningsområdet har 1,01 kvadratkilometer vattenytor vilket ger det en sjöprocent på 3,4 procent.